# Walter Mazzarri
Walter Mazzarri (San Vincenzo, Provincia de Livorno, Italia, 1 de octubre de 1961) es un exfutbolista y entrenador italiano. Se desempeñaba en la posición de centrocampista. Actualmente está libre tras dejar el S.S.C. Napoli de la Serie A.

## Trayectoria

### Futbolista
Mazzarri se formó en las categorías inferiores de la Fiorentina, donde lo llamaban "el nuevo Antognoni". En 1981 debutó en el Pescara, en Serie B. El año siguiente hizo su debut en Serie A, jugando 4 partidos en el Cagliari. Tras una temporada con la Reggiana, volvió a Florencia en 1983; el mismo año fue fichado por el Empoli, en el que permaneció 5 años, contribuyendo al primer histórico ascenso de loz azules toscanos a la Serie A (1985/86).
En 1988/89 fue cedido al Licata; en 1989/90 pasó al Modena (donde ganó el campeonato de Serie C1), y sucesivamente jugó con Nola, Viareggio, Acireale (ascenso a la Serie B). Su último club fue el Sassari Torres. En su carrera como futbolista totalizó 33 presencias en Serie A (con Cagliari y Empoli) y 118 con 9 goles en Serie B.

### Entrenador

#### Inicios
Como entrenador comenzó como segundo de Renzo Ulivieri en el Bolonia y el Napoli. Entre 1999 y 2001 fue el técnico de la primavera boloñés.
En 2001 debutó en el banquillo del Acireale, en Serie C2, terminando en el noveno puesto. El año sucesivo pasó a la Serie C1, con la Pistoiese (décimo puesto).

#### Livorno y Reggina
En la temporada 2003/04 fue contratado por el Livorno en Serie B, llevando el club de su ciudad al ascenso directo a la Serie A. El año siguiente fichó con otro equipo amaranto: la Reggina. Aquí Mazzarri pasó tres años muy importantes: en su primer campeonato, llevó los amaranti al décimo puesto en Serie A; el año sucesivo, pese a un inicio complicado, logró una tranquila permanencia en la élite. Pero la temporada más significativa fue la 2006/07, cuando logró la permanencia en la última jornada, a pesar de una penalización de 11 puntos (sin la que los calabreses se habrían calificado para el Intertoto). Gracias a este resultado, el 27 de mayo de 2007 recibió la ciudadanía honoraria de Regio de Calabria.

#### Sampdoria
Tras la experiencia con la Reggina, Mazzarri firmó un contrato de dos años con la Sampdoria en junio de 2007. En la primera temporada, llevó a la 'Samp' a la Copa de la UEFA 2008-09 con dos fechas de anticipación, gracias a su 6.º puesto en la clasificación. Mazzarri tuvo también el mérito de revitalizar a Cassano, tras unos grises años en el Real Madrid. La temporada siguiente no fue tan exitosa: el equipo genovés concluyó la liga en el decimotercer lugar y fue eliminado de la Copa UEFA ante el Metalist Járkov en los dieciseisavos de final. Sin embargo, se clasificó para la final de Copa de Italia, cayendo solo en los penaltis contra la Lazio. El 31 de mayo de 2009 anunció su marcha de la Sampdoria.

#### Napoli

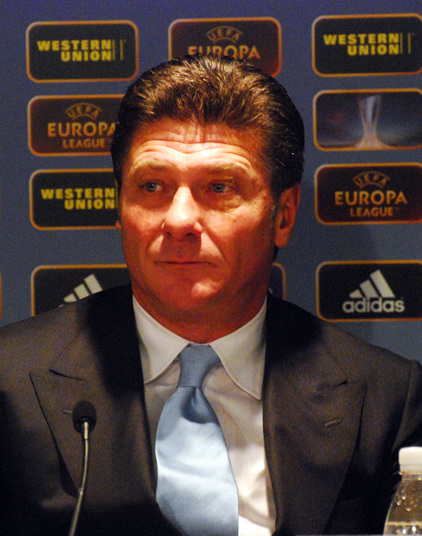
Mazzarri en el Napoli en 2012.

El 6 de octubre de 2009, tras las primeras siete fechas de la Serie A, fue contratado por el Napoli, sustituyendo a Roberto Donadoni. En el banquillo del conjunto partenopeo tuvo un debut exitoso ante el Bolonia; en la fecha siguiente los azzurri ganaron contra la Fiorentina en el Estadio Artemio Franchi, rompiendo un ayuno de victorias de visitante de un año exacto. Después de un empate por 2-2 en remontada contra el Milan en el San Paolo, el Napoli venció 3 a 2 contra la Juventus, 21 años después de la última victoria azul en Turín. El club cerró la primera vuelta en el tercer lugar, con 33 puntos. La primera derrota oficial llegó en los octavos de final de Copa de Italia contra la Juventus; sin embargo en este partido el técnico livornés decidió poner en la cancha a un equipo alternativo, casi sin titulares. El 7 de febrero llegó la primera derrota en Serie A, en casa del Udinese; la racha de resultados favorables para el Napoli de Mazzarri fue de 15 partidos (8 victorias y 7 empates). El 2 de mayo, ganándole al Chievo Verona, los partenopei se calificaron para la Europa League 2010-11 con dos fechas de antelación, terminando la temporada en el sexto lugar con 59 puntos. El 5 de mayo recibió el premio Eccellenza Napoletana por méritos deportivos y el 22 de mayo renovó su contrato con el club hasta 2013.
La temporada siguiente comenzó con la ronda de play-off de la Europa League, que opuso al Napoli con el Elfsborg sueco: los partenopeos pasaron la ronda con dos victorias (1-0 en Nápoles y 0-2 en Suecia). El debut en la liga fue en el Estadio Artemio Franchi ante la Fiorentina (1-1, con el primer gol de Cavani en la Serie A). En Europa League el Napoli fue el único conjunto italiano en pasar la fase de grupos, pero fue eliminado en los dieciseisavos de final por el Villarreal (el resultado global fue de 1-2). El 15 de mayo de 2011, gracias al empate de 1-1 contra el Inter de Milán, el club de Mazzarri obtuvo el tercer lugar en la Serie A, calificándose para la Liga de Campeones 2011-12, por primera vez después de 21 años. El 30 de mayo, al técnico de San Vincenzo le fue otorgado el premio Timone d'Oro por parte de la Asociación Italiana de Entrenadores, poco después de renovar nuevamente su contrato con el Nápoles.
El 14 de septiembre de 2011, hizo su debut en la Champions, en el primer partido de la fase de grupos ante el Manchester City entrenado por su connacional Roberto Mancini (1-1). Llevó al equipo italiano a los octavos de final, donde fue eliminado en la prórroga por el Chelsea, futuro campeón de la competición (resultado global de 5-4). El 20 de mayo de 2012, el Napoli ganó su cuarta Copa de Italia ante la Juventus (2-0).
Tras un año de ausencia, volvió a llevar al Napoli a la Liga de Campeones 2013-14 gracias al subcampeonato en la Serie A 2012-13. El 19 de mayo de 2013, Mazzarri anunció su salida inmediata del equipo napolitano.

#### Inter

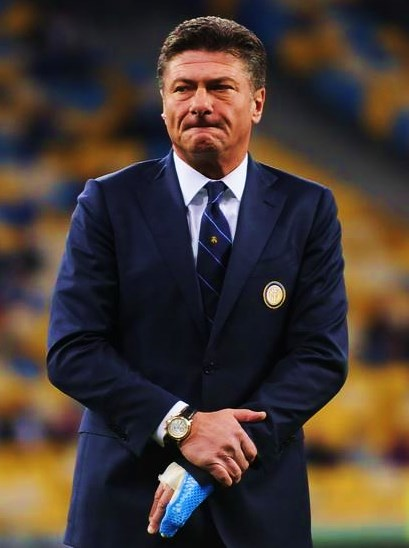
Entrenando al Inter en 2014.

El 24 de mayo de 2013, el Inter de Milán confirmó a Mazzarri como nuevo técnico del equipo lombardo para la temporada 2013-14. Hugo Armando Campagnaro le acompañó en su aventura nerazzurra.
El Inter comenzó con buen pie en la Serie A, estando entre los 3 primeros clasificados en las 5 primeras jornadas, pero poco a poco fue perdiendo comba debido a numerosos empates. Los nerazzurri terminaron la primera vuelta del campeonato en 5.º puesto. Aunque mantuvo esa irregularidad en la segunda parte de la Lega Calcio, finalmente el Inter se aseguró la quinta posición, que le daba derecho a jugar la Europa League, en un partido de la penúltima jornada marcada por el adiós de Javier Zanetti. Una vez acabada la temporada, Mazzarri amplió su contrato con el club por un año más.
No obstante, Mazzarri fue destituido el 14 de noviembre de 2014, tras un irregular comienzo de temporada. Pese a que el Inter de Milán lideraba con comodidad su grupo en la Europa League, marchaba en 9.º puesto de la Serie A tras 11 jornadas.

#### Watford
El 21 de mayo de 2016, Mazzarri firmó un contrato de dos años con el Watford FC. El equipo inglés terminó la primera vuelta de la Premier League como 13.er clasificado y finalmente logró la permanencia en la élite sin problemas, aunque sufrió una mala racha de resultados en la recta final del torneo que le llevó a terminar en la 17.ª posición. El 17 de mayo de 2017, a falta de una jornada para la conclusión de la temporada, el club hornet anunció que Mazzarri no iba a continuar en el banquillo.

#### Torino
El 4 de enero de 2018, Mazzarri reemplazó a Siniša Mihajlović como entrenador del Torino Football Club, comprometiéndose con el club piamontés hasta 2020. Se hizo cargo del equipo granata cuando ocupaba la 10.ª posición al término de la primera vuelta de la Serie A, y lo dejó en idéntica situación al finalizar el torneo. En su primera temporada completa en el banquillo del Torino, obtuvo la clasificación para la Liga Europa al terminar 7.º en la Serie A. El 4 de febrero de 2020, tras encajar 3 derrotas consecutivas (2 de los cuales por goleada), llegó a un acuerdo con el club para rescindir su contrato.

#### Cagliari
El 15 de septiembre de 2021, llegó a un acuerdo con el Cagliari Calcio para convertirse en su nuevo entrenador hasta junio de 2024. Bajo su dirección, el equipo sardo salió de los puestos de descenso, pero una mala racha de 7 derrotas en las 8 últimas jornadas desembocó en la destitución del técnico italiano el 2 de mayo de 2022.

#### Napoli (2.ª etapa)
El 14 de noviembre de 2023, inició su segunda etapa en el S. S. C. Napoli, reemplazando a Rudi García, con contrato hasta final de temporada. Tomó el mando del equipo napolitano tras la 12ª jornada de la Serie A, cuando marchaba en 4º lugar; y a falta de 2 partidos para terminar la fase de grupos de la Liga de Campeones. El 19 de febrero de 2024, fue destituido tras caer a la 9ª posición en la Serie A, habiendo sumado 15 puntos en 12 jornadas, eliminado de la Copa Italia por el Frosinone (0-4) y dos días antes del partido de ida de octavos de final de la Champions.

## Clubes y estadísticas

### Como futbolista
| Club                        | País   | Año         | Partidos | Goles |
| --------------------------- | ------ | ----------- | -------- | ----- |
| Pescara                     | Italia | 1981 - 1982 | 26       | 4     |
| Cagliari                    | Italia | 1982        | 4        | 0     |
| Reggiana                    | Italia | 1982 - 1983 | 12       | 1     |
| Fiorentina                  | Italia | 1983        | 0        | 0     |
| Empoli                      | Italia | 1983 - 1988 | 91       | 4     |
| Licata Calcio               | Italia | 1988 - 1989 | 8        | 0     |
| Modena                      | Italia | 1989 - 1990 | 21       | 0     |
| SS Nola                     | Italia | 1990 - 1991 | 30       | 3     |
| Viareggio Calcio            | Italia | 1991 - 1992 | 11       | 0     |
| Acireale                    | Italia | 1992 - 1994 | 32       | 1     |
| Polisportiva Sassari Torres | Italia | 1994 - 1995 | 9        | 0     |
| Total                       | Total  | Total       | 244      | 13    |

### Como entrenador
| Equipo                  | Div.                | Temporada           | Liga  | Liga | Liga | Liga | Liga |       | Copa | Copa | Copa | Copa  |    | Internacional | Internacional | Internacional | Internacional | Internacional |   | Otros | Otros | Otros | Otros |     | Totales     | Totales | Totales | Totales | Totales | Totales | Totales | Totales |
| Equipo                  | Div.                | Temporada           | Part. | G    | E    | P    | Pos. | Part. | G    | E    | P    | Part. | G  | E             | P             | Pos.          | Part.         | G             | E | P     | Part. | G     | E     | P   | Rendimiento | GF      | GC      | Dif.    |         |         |         |         |
| ----------------------- | ------------------- | ------------------- | ----- | ---- | ---- | ---- | ---- | ----- | ---- | ---- | ---- | ----- | -- | ------------- | ------------- | ------------- | ------------- | ------------- | - | ----- | ----- | ----- | ----- | --- | ----------- | ------- | ------- | ------- | ------- | ------- | ------- | ------- |
| Acireale · Italia       | 3.ª                 | 2001-02             | 31    | 10   | 10   | 11   | 9.º  | -     | -    | -    | -    | -     | -  | -             | -             | -             | -             | -             | - | -     | 31    | 10    | 10    | 11  | 43.01%      | 32      | 31      | +1      |         |         |         |         |
| Acireale · Italia       | Total               | Total               | 31    | 10   | 10   | 11   | -    | -     | -    | -    | -    | -     | -  | -             | -             | -             | -             | -             | - | -     | 31    | 10    | 10    | 11  | 43.01%      | 32      | 31      | +1      |         |         |         |         |
| Pistoiese · Italia      | 3.ª                 | 2002-03             | 34    | 11   | 11   | 12   | 10.º | 5     | 1    | 0    | 4    | -     | -  | -             | -             | -             | -             | -             | - | -     | 39    | 12    | 11    | 16  | 40.17%      | 35      | 45      | -10     |         |         |         |         |
| Pistoiese · Italia      | Total               | Total               | 34    | 11   | 11   | 12   | -    | 5     | 1    | 0    | 4    | -     | -  | -             | -             | -             | -             | -             | - | -     | 39    | 12    | 11    | 16  | 40.17%      | 35      | 45      | -10     |         |         |         |         |
| Livorno · Italia        | 2.ª                 | 2003-04             | 46    | 20   | 19   | 7    | 3.º  | 1     | 0    | 1    | 0    | -     | -  | -             | -             | -             | -             | -             | - | -     | 47    | 20    | 20    | 7   | 56.73%      | 76      | 46      | +30     |         |         |         |         |
| Livorno · Italia        | Total               | Total               | 46    | 20   | 19   | 7    | -    | 1     | 0    | 1    | 0    | -     | -  | -             | -             | -             | -             | -             | - | -     | 47    | 20    | 20    | 7   | 56.73%      | 76      | 46      | +30     |         |         |         |         |
| Reggina · Italia        | 1.ª                 | 2004-05             | 38    | 10   | 14   | 14   | 10.º | 2     | 0    | 0    | 2    | -     | -  | -             | -             | -             | -             | -             | - | -     | 40    | 10    | 14    | 16  | 36.67%      | 39      | 52      | -13     |         |         |         |         |
| Reggina · Italia        | 1.ª                 | 2005-06             | 38    | 11   | 8    | 19   | 13.º | 2     | 1    | 0    | 1    | -     | -  | -             | -             | -             | -             | -             | - | -     | 40    | 12    | 8     | 20  | 36.67%      | 41      | 67      | -26     |         |         |         |         |
| Reggina · Italia        | 1.ª                 | 2006-07             | 38    | 12   | 15   | 11   | 14.º | 5     | 3    | 2    | 0    | -     | -  | -             | -             | -             | -             | -             | - | -     | 43    | 15    | 17    | 11  | 48.06%      | 60      | 54      | +6      |         |         |         |         |
| Reggina · Italia        | Total               | Total               | 114   | 33   | 37   | 44   | -    | 9     | 4    | 2    | 3    | -     | -  | -             | -             | -             | -             | -             | - | -     | 123   | 37    | 39    | 47  | 40.65%      | 140     | 173     | -33     |         |         |         |         |
| Sampdoria · Italia      | 1.ª                 | 2007-08             | 38    | 17   | 9    | 12   | 6.º  | 4     | 1    | 1    | 2    | 4     | 1  | 3             | 0             | 1ªR           | 2             | 2             | 0 | 0     | 48    | 21    | 13    | 14  | 52.78%      | 67      | 52      | +15     |         |         |         |         |
| Sampdoria · Italia      | 1.ª                 | 2008-09             | 38    | 11   | 13   | 14   | 13.º | 5     | 2    | 2    | 1    | 8     | 4  | 1             | 3             | 1/16          | -             | -             | - | -     | 51    | 17    | 16    | 18  | 43.79%      | 67      | 65      | +2      |         |         |         |         |
| Sampdoria · Italia      | Total               | Total               | 76    | 28   | 22   | 26   | -    | 9     | 3    | 3    | 3    | 12    | 5  | 4             | 3             | -             | 2             | 2             | 0 | 0     | 99    | 38    | 29    | 32  | 48.14%      | 134     | 117     | +17     |         |         |         |         |
| SSC Napoli · Italia     | 1.ª                 | 2009-10             | 31    | 13   | 13   | 5    | 6.º  | 2     | 1    | 0    | 1    | -     | -  | -             | -             | -             | -             | -             | - | -     | 33    | 14    | 13    | 6   | 55.55%      | 42      | 33      | +9      |         |         |         |         |
| SSC Napoli · Italia     | 1.ª                 | 2010-11             | 38    | 21   | 7    | 10   | 3.º  | 2     | 1    | 1    | 0    | 10    | 3  | 5             | 2             | 1/16          | -             | -             | - | -     | 50    | 25    | 13    | 12  | 58.67%      | 73      | 51      | +22     |         |         |         |         |
| SSC Napoli · Italia     | 1.ª                 | 2011-12             | 38    | 16   | 13   | 9    | 5.º  | 5     | 4    | 0    | 1    | 8     | 4  | 2             | 2             | 1/8           | -             | -             | - | -     | 51    | 24    | 15    | 12  | 56.86%      | 89      | 60      | +29     |         |         |         |         |
| SSC Napoli · Italia     | 1.ª                 | 2012-13             | 38    | 23   | 9    | 6    | 2.º  | 1     | 0    | 0    | 1    | 8     | 3  | 0             | 5             | 1/16          | 1             | 0             | 0 | 1     | 48    | 26    | 9     | 13  | 60.42%      | 88      | 59      | +29     |         |         |         |         |
| Inter de Milán · Italia | 1.ª                 | 2013-14             | 38    | 15   | 15   | 8    | 5.º  | 3     | 2    | 0    | 1    | -     | -  | -             | -             | -             | -             | -             | - | -     | 41    | 17    | 15    | 9   | 53.66%      | 69      | 42      | +27     |         |         |         |         |
| Inter de Milán · Italia | 1.ª                 | 2014-15             | 11    | 4    | 4    | 3    | Inc. | -     | -    | -    | -    | 6     | 4  | 2             | 0             | Inc.          | -             | -             | - | -     | 17    | 8     | 6     | 3   | 58.82%      | 30      | 15      | +15     |         |         |         |         |
| Inter de Milán · Italia | Total               | Total               | 49    | 19   | 19   | 11   | -    | 3     | 2    | 0    | 1    | 6     | 4  | 2             | 0             | -             | -             | -             | - | -     | 58    | 25    | 21    | 12  | 55.17%      | 99      | 57      | +42     |         |         |         |         |
| Watford Inglaterra      | 1.ª                 | 2016-17             | 38    | 11   | 7    | 20   | 17.º | 3     | 1    | 0    | 2    | -     | -  | -             | -             | -             | -             | -             | - | -     | 41    | 12    | 7     | 22  | 34.96%      | 43      | 71      | -28     |         |         |         |         |
| Watford Inglaterra      | Total               | Total               | 38    | 11   | 7    | 20   | -    | 3     | 1    | 0    | 2    | -     | -  | -             | -             | -             | -             | -             | - | -     | 41    | 12    | 7     | 22  | 34.96%      | 43      | 71      | -28     |         |         |         |         |
| Torino · Italia         | 1.ª                 | 2017-18             | 19    | 8    | 5    | 6    | 9.º  | -     | -    | -    | -    | -     | -  | -             | -             | -             | -             | -             | - | -     | 19    | 8     | 5     | 6   | 50.88%      | 29      | 19      | +10     |         |         |         |         |
| Torino · Italia         | 1.ª                 | 2018-19             | 38    | 16   | 15   | 7    | 7.º  | 3     | 2    | 0    | 1    | -     | -  | -             | -             | -             | -             | -             | - | -     | 41    | 18    | 15    | 8   | 56.1%       | 58      | 39      | +19     |         |         |         |         |
| Torino · Italia         | 1.ª                 | 2019-20             | 22    | 8    | 3    | 11   | Inc. | 2     | 0    | 1    | 1    | 6     | 3  | 1             | 2             | 4ªR           | -             | -             | - | -     | 30    | 11    | 5     | 14  | 42.23%      | 45      | 51      | -6      |         |         |         |         |
| Torino · Italia         | Total               | Total               | 79    | 32   | 23   | 24   | -    | 5     | 2    | 1    | 2    | 6     | 3  | 1             | 2             | -             | -             | -             | - | -     | 90    | 37    | 25    | 28  | 50.37%      | 132     | 109     | +23     |         |         |         |         |
| Cagliari · Italia       | 1.ª                 | 2021-22             | 33    | 6    | 9    | 18   | Inc. | 2     | 1    | 0    | 1    | -     | -  | -             | -             | -             | -             | -             | - | -     | 35    | 7     | 9     | 19  | 28.57%      | 31      | 59      | -28     |         |         |         |         |
| Cagliari · Italia       | Total               | Total               | 33    | 6    | 9    | 18   | -    | 2     | 1    | 0    | 1    | -     | -  | -             | -             | -             | -             | -             | - | -     | 35    | 7     | 9     | 19  | 28.57%      | 31      | 59      | -28     |         |         |         |         |
| SSC Napoli · Italia     | 1.ª                 | 2023-24             | 12    | 4    | 3    | 5    | Inc. | 1     | 0    | 0    | 1    | 2     | 1  | 0             | 1             | Inc.          | 2             | 1             | 0 | 1     | 17    | 6     | 3     | 8   | 41.17%      | 16      | 24      | -8      |         |         |         |         |
| SSC Napoli · Italia     | Total               | Total               | 157   | 77   | 45   | 35   | -    | 11    | 6    | 1    | 4    | 28    | 11 | 7             | 10            | -             | 3             | 1             | 0 | 2     | 199   | 95    | 53    | 51  | 56.62%      | 308     | 227     | +81     |         |         |         |         |
| Total en su carrera     | Total en su carrera | Total en su carrera | 657   | 247  | 202  | 208  | -    | 48    | 20   | 8    | 20   | 52    | 23 | 14            | 15            | -             | 5             | 3             | 0 | 2     | 762   | 293   | 224   | 245 | 48.25%      | 1030    | 935     | +95     |         |         |         |         |
| 1. 2. 3.                |                     |                     |       |      |      |      |      |       |      |      |      |       |    |               |               |               |               |               |   |       |       |       |       |     |             |         |         |         |         |         |         |         |

#### Resumen por competiciones
| Competición                  | Partidos | Ganados | Empatados | Perdidos | Ganados % |
| ---------------------------- | -------- | ------- | --------- | -------- | --------- |
| Serie C                      | 65       | 21      | 21        | 23       | 43.08%    |
| Serie B                      | 46       | 20      | 19        | 7        | 57.25%    |
| Serie A                      | 508      | 195     | 155       | 158      | 48.56%    |
| Copa Italia Serie C          | 2        | 0       | 0         | 2        | 0%        |
| Copa Italia                  | 43       | 19      | 8         | 16       | 50.39%    |
| Supercopa de Italia          | 3        | 1       | 0         | 2        | 33.33%    |
| Premier League               | 38       | 11      | 7         | 20       | 35.09%    |
| FA Cup                       | 2        | 1       | 0         | 1        | 50%       |
| EFL Cup                      | 1        | 0       | 0         | 1        | 0%        |
| Liga de Campeones de la UEFA | 10       | 5       | 2         | 3        | 56.67%    |
| Liga Europea de la UEFA      | 42       | 18      | 12        | 12       | 52.38%    |
| Copa Intertoto de la UEFA    | 2        | 2       | 0         | 0        | 100%      |
| TOTAL                        | 762      | 293     | 224       | 245      | 48.25%    |

## Palmarés

### Como futbolista

#### Campeonatos nacionales
| Título   | Club   | País   | Año     |
| -------- | ------ | ------ | ------- |
| Serie C1 | Modena | Italia | 1989-90 |

### Como entrenador

#### Campeonatos nacionales
| Título      | Club       | País   | Año     |
| ----------- | ---------- | ------ | ------- |
| Copa Italia | SSC Napoli | Italia | 2011-12 |

#### Distinciones individuales
| Distinción                     | Año  |
| ------------------------------ | ---- |
| Premio "Eccellenza Napoletana" | 2010 |
| Premio "Timone d'Oro"          | 2011 |
| Premio "Enzo Bearzot"          | 2012 |